# Frida Johansson
För handbollsspelaren född Johansson, se Frida Toveby
Åsa Frida Svensson, född Johansson 5 januari 1970 i Ljusdal, är en svensk före detta friidrottare i grenen 400 meter häck. Hon nådde semifinal både i VM i Tokyo 1991 och i VM i Stuttgart 1993. Hon utsågs år 1994 till Stor grabb/tjej nummer 416.
Hon deltog i kören bakom Nick Borgen i Melodifestivalen 1993, tillsammans med Erika Johansson och Maria Akraka. Låten We Are All the Winners slutade tvåa.
Frida Svensson är gift med tennisspelaren Jonas Svensson. De är föräldrar till den svensk-schweiziske löparen Felix Svensson.

## Personliga rekord
| Utomhus - 200 meter – 25,50 (Sävedalen 6 juni 1998) - 400 meter – 54,35 (Gävle 21 juli 1991) - 400 meter – 54,78 (Ljusdal 20 juli 1999) - 800 meter – 2:13,60 (Hudiksvall 2 september 1990) - 100 meter häck – 14,23 (Göteborg 26 juli 2000) - 400 meter häck – 55,36 (Tokyo, Japan 27 augusti 1991) | Inomhus - 400 meter – 55,65 (Malmö 30 januari 1999) |